# Lijst van rijksmonumenten in Midwolda
De plaats Midwolda telt 22 inschrijvingen in het rijksmonumentenregister. Hieronder een overzicht.
| Object                                                                                 | Oorspronkelijke functie?  | Bouwjaar                                                                                                  | Architect    | Locatie            | Coördinaten?                  | Nr.?   | Afbeelding                                                                          |
| -------------------------------------------------------------------------------------- | ------------------------- | --- | ------------ | ------------------ | ----------------------------- | ------ | ----------------------------------------------------------------------------------- |
| Oldambster boerderij met ingang aan de zijgevel                                        | Boerderij                 | 1880 |              | Hoofdweg 31        | 53° 11' 26" NB, 6° 59' 22" OL | 29915  | Meer afbeeldingen                                                                   |
| Westerlee                                                                              | Boerderij                 | 1850 (schuur) 1855 (voorhuis)                                                                             |              | Hoofdweg 33        | 53° 11' 27" NB, 6° 59' 25" OL | 29916  | Meer afbeeldingen                                                                   |
| Keuterijtje met woning en korte schuur beide onder zadeldak (zie ook foto achterzijde) | Werk-woonhuis             | eind 19e eeuw                                                                                             |              | Hoofdweg 69        | 53° 11' 35" NB, 6° 59' 53" OL | 29917  | Meer afbeeldingen                                                                   |
| Keuterij met ondiep woongedeelte                                                       | Boerderij                 | eind 19e eeuw                                                                                             |              | Hoofdweg 71        | 53° 11' 36" NB, 6° 59' 56" OL | 29918  | Meer afbeeldingen                                                                   |
| Lommerlust: Pand zonder verdieping onder schilddak met hoekschoorstenen                | Woonhuis                  | 1874 |              | Hoofdweg 111       | 53° 11' 39" NB, 7° 0' 24" OL  | 29919  | Meer afbeeldingen                                                                   |
| Ennemaborg                                                                             | Kasteel, buitenplaats     | late 16e of wellicht vroege 17e eeuw verb. in ca. 1681, ca. 1737 en 1775 1965 (rest.) 1982 (herinr. park) |              | Hoofdweg 96        | 53° 11' 33" NB, 6° 59' 58" OL | 29920  | Meer afbeeldingen                                                                   |
| Hervormde kerk en toren                                                                | Kerk en kerkonderdeel     | 1708 (toren) 1738-'40 (kerk) 1965-'72 (rest.)                                                             |              | Hoofdweg 168       | 53° 11' 39" NB, 7° 0' 37" OL  | 29921  | Meer afbeeldingen                                                                   |
| Hermans Dijkstra                                                                       | Boerderij                 | oorspr. 18e eeuw 1858 (voorhuis) 1877 (schuur)                                                            |              | R. Abdenaweg 1     | 53° 11' 44" NB, 7° 0' 13" OL  | 506446 | Hermans Dijkstra 1 Hermans Dijkstra                                                 |
| Hermans Dijkstra, tuin ("slingertune")                                                 | Tuin, park en plantsoen   | ca. 1858                                                                                                  |              | bij R. Abdenaweg 1 | 53° 11' 42" NB, 7° 0' 12" OL  | 506450 | Hermans Dijkstra 2 Hermans Dijkstra, tuin ("slingertune")                           |
| Hermans Dijkstra, wagenschuur                                                          | Boerderij                 | ca. 1858 verm. begin 20e eeuw (verb.)                                                                     |              | bij R. Abdenaweg 1 | 53° 11' 44" NB, 7° 0' 13" OL  | 506451 | Hermans Dijkstra 3 Hermans Dijkstra, wagenschuur                                    |
| Hermans Dijkstra, stookhut                                                             | Boerderij                 | ca. 1858                                                                                                  |              | bij R. Abdenaweg 1 | 53° 11' 44" NB, 7° 0' 13" OL  | 506452 | Hermans Dijkstra 4 Hermans Dijkstra, stookhut                                       |
| Hermans Dijkstra, tuinhuisje                                                           | Tuin, park en plantsoen   | ca. 1910                                                                                                  |              | bij R. Abdenaweg 1 | 53° 11' 42" NB, 7° 0' 12" OL  | 506453 | Meer afbeeldingen                                                                   |
| Terrein met resten van de Viertorenkerk van Midwolda (Ol Kerke)                        | Archeologisch monument    | middeleeuwen                                                                                              |              | Kerkelaan          | 53° 12' 39" NB, 6° 59' 36" OL | 508081 | Terrein met resten van de Viertorenkerk van Midwolda (Ol Kerke)                     |
| Oldambtster villaboerderij in eclectische stijl (zie ook close-upfoto)                 | Boerderij                 | ca. 1870                                                                                                  |              | Menterneweg 5      | 53° 10' 59" NB, 6° 58' 57" OL | 522101 | Oldambtster villaboerderij in eclectische stijl (zie ook close-upfoto)              |
| Rentenierswoning met aangebouwd koetshuis                                              | Woonhuis                  | 1904 1977 (verb.) 1991 (verb.)                                                                            | G. Kruizinga | Hoofdweg 99        | 53° 11' 39" NB, 7° 0' 17" OL  | 522110 | Rentenierswoning met aangebouwd koetshuis                                           |
| Oldambtster boerderij in traditioneel-ambachtelijke stijl met eclectische elementen    | Boerderij                 | 1865 |              | Hoofdweg 251       | 53° 12' 1" NB, 7° 1' 50" OL   | 522159 | Oldambtster boerderij in traditioneel-ambachtelijke stijl met eclectische elementen |
| Bijschuur                                                                              | Boerderij                 | ca. 1900                                                                                                  |              | bij Hoofdweg 251   | 53° 12' 1" NB, 7° 1' 50" OL   | 522160 | Bijschuur                                                                           |
| Ennemaborg: borg                                                                       | Kasteel, buitenplaats     | 18e eeuw en later (park) 16e eeuw of ouder (huiseiland) achterpark (17e eeuw of later)                    |              | Hoofdweg 100       | 53° 11' 33" NB, 6° 59' 58" OL | 514950 | Meer afbeeldingen                                                                   |
| Ennemaborg: parkaanleg                                                                 | Tuin, park en plantsoen   | 18e-19e eeuw                                                                                              |              | Hoofdweg bij 100   | 53° 11' 33" NB, 6° 59' 58" OL | 514952 | Meer afbeeldingen                                                                   |
| Ennemaborg: bouwhuis                                                                   | Bijgebouwen kastelen enz. | 18e-19e eeuw                                                                                              |              | Hoofdweg bij 100   | 53° 11' 33" NB, 6° 59' 56" OL | 514953 | Meer afbeeldingen                                                                   |
| Ennemaborg: toegangshek                                                                | Tuin, park en plantsoen   | 19e eeuw 1989 (vernieuwd)                                                                                 |              | Hoofdweg bij 100   | 53° 11' 27" NB, 6° 59' 58" OL | 514954 | Meer afbeeldingen                                                                   |